# Badjidj bel batata

Le badjidj bel batata est un plat traditionnel algérien à base de morue et de pommes de terre, assaisonné de paprika, safran et ail.

## Origine et étymologie
Ce plat est originaire de la ville d'Annaba. Le nom de ce mets signifie en arabe algérien : « morue aux pommes de terre ».